# FRS (rederi)

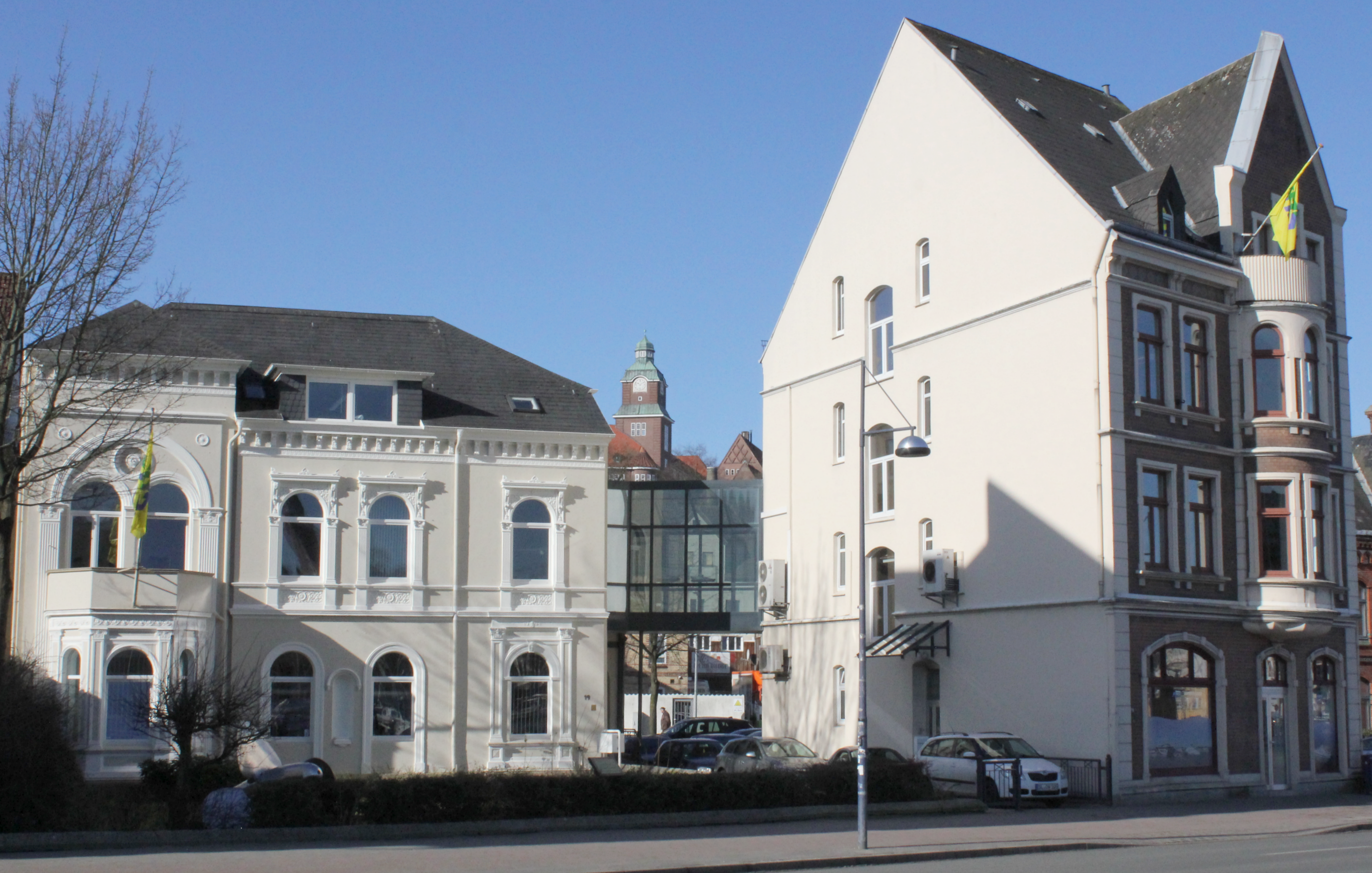
FRS huvudkontor i Flensburg

FRS GmbH & Co KG tidigare Förde Reederei Seetouristik, internationellt kallat Fast Reliable Seaways, är ett tyskt rederi startat 1991 med säte i Flensburg.
Företaget bedriver färjetrafik i Europa, Nordamerika, Nordafrika och Mellanöstern och exempel på trafik till och från Sverige var HSC Skane Jet som sedan 2 april 2023 trafikerade Trelleborg–Sassnitz genom dotterbolaget FRS Baltic GmbH, som innan dess avgick från Ystad till Sassnitz sedan 17 september 2020. Linjen lades ner den 30 september 2024.